# Nototriche ecuadoriensis
Nototriche ecuadoriensis är en malvaväxtart som beskrevs av P.A. Fryxell. Nototriche ecuadoriensis ingår i släktet Nototriche och familjen malvaväxter. Inga underarter finns listade i Catalogue of Life.